# Charles Stacey
Charles Stacey est un militaire et historien canadien né à Toronto le 30 juillet 1906 et mort dans la même ville le 17 novembre 1989. Il est l'historien officiel de l'armée canadienne pendant la Seconde Guerre mondiale. Après avoir collecté des sources pendant la guerre et dans les années qui suivent, il écrit et publie l'Histoire officielle de l'armée canadienne dans la Seconde Guerre mondiale (en) en trois volumes.

## Biographie
Charles Perry Stacey naît à Toronto dans l'Ontario, en 1906. Il commence ses études à l'université de Toronto, où il obtient une licence d'histoire en 1924 (et s'engage la même année à temps partiel dans le Corps des transmissions royal du Canada (en)), et au Corpus Christi College de l'université d'Oxford en Angleterre, où il obtient une seconde licence d'histoire en 1929. Il obtient finalement un doctorat à l'université de Princeton en 1934, où il enseigne jusqu'en 1940.
En novembre de cette année, il est promu major dans l'armée canadienne et est affecté comme officier historien au quartier-général canadien à Londres. Il reste à ce poste jusqu'en 1945, lorsqu'il rentre au Canada pour devenir historien en chef de l'armée. Stacey quitte ce poste en 1959 et enseigne à Toronto jusqu'en 1976, année où il prend sa retraite après être devenu professeur émérite.
Charles Stacey meurt à Toronto le 17 novembre 1989, à l'âge de 83 ans.

## Œuvres notables
- (en) Canada and the British Army 1846-1871, University of Toronto Press, 1963 (ISBN 978-1-4875-7250-1, lire en ligne)
- Québec, 1759 : Le siège et la bataille, 1959 (ISBN 978-2-7637-0561-3, lire en ligne)
- (en) A Very Double Life: The Private World of Mackenzie King, Formac Publishing Company, 1985 (ISBN 978-0-88780-136-5, lire en ligne)
- (en) The Canadian Army At War - Canada's Battle In Normandy: The Canadian Army's Share in the Operations, 6 June - 1 September 1944, 1945 (ISBN 978-1-78289-350-9, lire en ligne)
- Histoire officielle de l'armée canadienne dans la Seconde Guerre mondiale (en) (3 volumes)